# Kovariance (teoretická fyzika)
Obecná kovariance je pojem z teoretické fyziky. Je také známý jako kovariance pod difeomorfismem nebo obecná invariance. Jde o princip neměnnosti formy fyzikálních zákonů pod libovolnými diferencovatelnými změnami souřadnic. Motivující myšlenkou je, že souřadnice v přírodě a priori neexistují. Jsou to pouze nástroje používané při jejím zkoumání, a proto by neměly hrát žádnou roli při formulaci základních fyzikálních zákonů. Zatímco tomuto principu se podřizuje obecná teorie relativity, která popisuje dynamiku časoprostoru, nelze očekávat, že bude platit v méně základních teoriích. U hmotných polí, která existují nezávisle na pozadí, se téměř nikdy nestává, že by jejich pohybové rovnice měly stejný tvar v zakřiveném prostoru jako v plochém prostoru.

## Přehled
Fyzikální zákon vyjádřený obecně kovariantním způsobem nabývá stejné matematické formy ve všech souřadnicových systémech a obvykle je vyjádřen pomocí tenzorových polí. Klasická (nekvantová) teorie elektrodynamiky je jednou z teorií, kterou lze takto formulovat.
Albert Einstein tento princip navrhl pro svou speciální teorii relativity. Tato teorie se však omezovala na časoprostorové souřadnicové soustavy, které spolu byly svázány stejnoměrným setrvačným pohybem. Einstein rozpoznal, že obecný princip relativity by se měl vztahovat i na zrychlené relativní pohyby. Proto využil nově vyvinutého aparátu tenzorového počtu, aby zobecnil globální Lorentzovu kovarianci speciální teorie (platnou pouze na inerciální soustavy) na obecnější lokální Lorentzovu kovarianci (platnou pro všechny soustavy). Takto nakonec zformuloval svou obecnou teorii relativity. Lokální redukce metrického tenzoru na Minkowského metrický tenzor v této teorii odpovídá volně padajícímu (geodetickému) pohybu, a zahrnuje tedy fenomén gravitace.
Velkou část prací na klasických sjednocených teoriích pole tvořily pokusy rozšířit obecnou teorii relativity o interpretaci dalších fyzikálních jevů (zejména elektromagnetismu) v rámci obecné kovariance, konkrétněji jako čistě geometrické objekty v časoprostorovém kontinuu.